# كاسيميرو
كارلوس هنريكي كاسيميرو (بالبرتغالية: Carlos Henrique Casimiro) (مواليد 23 فبراير 1992) المعروف بـ كاسيميرو (تلفظ برتغالي: /kaziˈmiɾu/). هو لاعب كرة قدم برازيلي يلعب في مركز الوسط الدفاعي مع مانشستر يونايتد في الدوري الانجليزي ومنتخب البرازيل لكرة القدم.
نشأ في نادي ساو باولو، حيث سجل 11 هدفاً في 112 مباراة رسمية، وانتقل إلى ريال مدريد في عام 2013، وقضى أيضًا موسمًا على سبيل الإعارة مع بورتو. كان جزءًا من فريق ريال مدريد الذي فاز بأربعة ألقاب في دوري أبطال أوروبا في خمسة مواسم، من 2013–14 إلى 2017–18. في المجموع، فاز بـ14 بطولة رئيسية مع ريال مدريد، بما في ذلك أربعة ألقاب في دوري أبطال أوروبا، ولقبان في الدوري الإسباني، ولقب وحيد في كأس ملك إسبانيا وثلاث ألقاب في كأس العالم للأندية.
دولي منذ عام 2011، كان كاسيميرو ضمن المنتخب البرازيلي الذي شارك في ثلاث بطولات في كوبا أمريكا وكأس العالم 2018، وفاز بكوبا أمريكا 2019.

## مسيرته الكروية

### ساو باولو
ولد كاسيميرو في ساو جوزيه دوس كامبوس، ساو باولو، وهو نتاج نظام شباب ساو باولو. وكان يعرف باسم «كارلاو» –وهو شكل معزز لاسمه الأول باللغة البرتغالية– وتم استدعاؤه لبطولة كأس العالم تحت 17 سنة في عام 2009.
شارك كاسيميرو لأول مرة في الدوري البرازيلي الدرجة الأولى في 25 يوليو 2010، في مباراة الخسارة خارج ملعبه ضد سانتوس. سجل هدفه الأول كمحترف في 15 أغسطس، مما ساعد فريقه على التعادل 2–2 ضد كروزيرو.
في 7 أبريل 2012، سجل كاسيميرو الهدف الأول بالفوز 2–0 أمام نادي موجي ميريم على ملعب أرينا بارويري في ذلك العام بطولة باوليستا بعد دخوله كبديل عن المصاب فابريسيو المصاب في وقت مبكر، ولكن تم طرده لاحقًا. فاز ساو باولو أيضا بكوبا سود أمريكانا، حيث شارك في مباراة واحدة كبديل في المباراة التي فاز بها على أرضه 5–0 أمام نادي أونيفرسيداد دي تشيلي في مباراة الإياب ربع النهائي يوم 7 نوفمبر.

### ريال مدريد

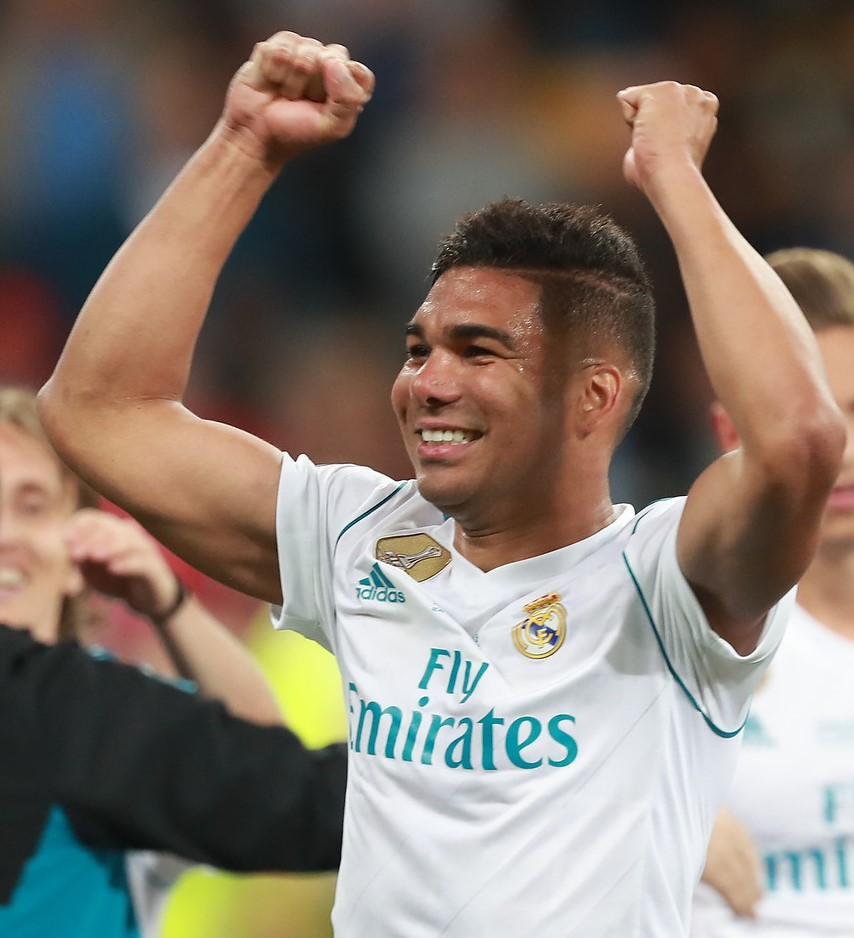
كاسيميرو يحتفل بعد الفوز بدوري أبطال أوروبا لموسم 2017–18 مع ريال مدريد

في أواخر يناير 2013، تم إعارة كاسيميرو إلى ريال مدريد كاستيا. لعب أول مباراة له في دوري الدرجة الثانية الإسباني في 16 فبراير، بدءا من الهزيمة 1–3 أمام نادي ساباديل.
شارك كاسيميرو لأول مرة في الدوري الأسباني في 20 أبريل 2013، حيث لعب 90 دقيقة كاملة في مباراة الفوز 3–1 على أرضه ضد ريال بيتيس. في 2 يونيو، سجل هدفه الأول في أوروبا، حيث سجل أول هدف في المباراة التي أنتهت بالفوز 4–0 ضد نادي ألكوركون على ملعب ألفريدو دي ستيفانو، بعد ثمانية أيام، توصل ريال مدريد إلى اتفاق مع اللاعب يقضي بالتعاقد معه لمدة اربع سنوات مقابل 18,738 مليون ريال برازيلي.
تمت إعارة كاسيميرو إلى بورتو في 19 يوليو 2014، في إعارة لمدة موسم. بلغ عدد إجمالي المباريات التي خاضها مع النادي البرتغالي 40 مباراة، وسجل خلالها أبعة أهداف، بما في ذلك ركلة حرة في 10 مارس 2015 في مباراة الفوز 4–0 على أرضه (5–1 مجموع) على بازل في دور الستة عشر من دوري أبطال أوروبا.
في 5 يونيو 2015، عاد كاسيميرو إلى ريال مدريد الذي قام بتفعيل شرط إعادة الشراء، وبعد شهرين تم تمديد عقده حتى عام 2021. في 13 مارس من السنة التالية، سجل أول هدف احترافي له في مع الملكي، من خلال ضربة زاوية في الدقيقة 89 من قبل خيسي في مباراة الفوز 2–1 على نادي لاس بالماس.

بعد أن أصبح كاسيميرو لاعبًا احتياطيًا في الغالب تحت قيادة رافاييل بينيتيز، أصبح الخيار الأول تحت قيادة خليفته زين الدين زيدان، وشارك في 11 مباراة في دوري أبطال أوروبا 2015–16، حيث أنهى البطولة بالفوز في النهائي ضد أتلتيكو مدريد.
سجل كاسيميرو أربعة أهداف في 25 مباراة في خلال موسم 2016–17 في الدوري، مما ساعد فريقه في بالفوز ببطولة الدوري للمرة الأولى منذ خمس سنوات. سجل هدف من بعيد في نهائي دوري أبطال أوروبا 2017 ضد يوفنتوس، مما ساعد فريقه على الفوز 4–1، وسجل مرة أخرى في 8 أغسطس 2017، مما ساعد فريقه للفوز 2–1 على مانشستر يونايتد في كأس السوبر الأوروبي 2017.
خلال دوري أبطال أوروبا 2017–18، شارك كاسيميرو في 13 مباراة وسجل هدف واحد، عندما فاز مدريد بلقبه الثالث على التوالي والثالث عشر في تاريخه.
كان لاعبًا أساسيًا خلال موسم الدوري، حيث فاز ريال مدريد في الدوري الإسباني 2019–20.

## مسيرته الدولية
بعد مشاركته مع منتخب البرازيل تحت 20 سنة في كوبا أمريكا تحت 20 سنة 2011، شارك كاسيميرو لأول مرة مع المنتخب البرازيلي في 14 سبتمبر 2011 في مباراة التعادل 0–0 أمام الأرجنتين، في عمر 19 سنة فقط. تم اختياره في القائمة النهائية المشاركة في كوبا أمريكا 2015، لكنه لم يلعب أي مباراة حتى خرجوا من دور ربع النهائي أمام تشيلي.
في مايو 2018، تم اختياره في القائمة النهائية المشاركة في كأس العالم 2018 في روسيا من قبل المدرب تيتي. شارك لأول مرة في البطولة في 17 يونيو، حيث لعب 60 دقيقة في مباراة التعادل 1–1 في المجموعات ضد سويسرا.
في مايو 2019، تم اختياره ضمن قائمة البرازيل المكونة من 23 لاعب للمشاركة في كوبا أمريكا 2019 على أرض وطنه البرازيل. في مباراة المجموعات الأخيرة على أرينا كورينثيانز ضد بيرو، سجل هدفه الدولي الأول والأفتتاحي في المباراة التي فازت بها البرازيل 5–0، ولكن تم إيقافه عن المشاركة في دور الستة عشر بسبب تلقيه بطاقتي صفراء.
فازت البرازيل باللقب بعد تغلبها في النهائي على بيرو بنتيجة 3–1. وشارك كاسيميرو في المباراة كاملة.

## وسائل الإعلام والرعاية
ظهر كاسيميرو في عرض ترويجي لفيفا 19.

## الإحصائيات

### النادي
آخر تحديث 19 يوليو 2020.
| النادي                    | الموسم           | الدوري | الدوري  | الكأس  | الكأس   | قاري   | قاري    | أخرى   | أخرى    | المجموع | المجموع |
| النادي                    | الموسم           | الظهور | الأهداف | الظهور | الأهداف | الظهور | الأهداف | الظهور | الأهداف | الظهور  | الأهداف |
| ------------------------- | ---------------- | ------ | ------- | ------ | ------- | ------ | ------- | ------ | ------- | ------- | ------- |
| ساو باولو                 | 2010             | 18     | 2       | 0      | 0       | 0      | 0       | 0      | 0       | 18      | 2       |
| ساو باولو                 | 2011             | 21     | 4       | 5      | 1       | 2      | 0       | 12     | 1       | 40      | 6       |
| ساو باولو                 | 2012             | 22     | 0       | 9      | 1       | 1      | 0       | 18     | 2       | 50      | 3       |
| ساو باولو                 | 2013             | 1      | 0       | 0      | 0       | 2      | 0       | 1      | 0       | 4       | 0       |
| ساو باولو                 | المجموع          | 62     | 6       | 14     | 2       | 5      | 0       | 31     | 3       | 112     | 11      |
| ريال مدريد كاستيا (إعارة) | 2012–13          | 15     | 1       | 0      | 0       | 0      | 0       | 0      | 0       | 15      | 1       |
| ريال مدريد (إعارة)        | 2012–13          | 1      | 0       | 0      | 0       | 0      | 0       | 0      | 0       | 1       | 0       |
| ريال مدريد                | 2013–14          | 12     | 0       | 7      | 0       | 6      | 0       | 0      | 0       | 25      | 0       |
| بورتو (إعارة)             | 2014–15          | 28     | 3       | 2      | 0       | 10     | 1       | 0      | 0       | 40      | 4       |
| ريال مدريد                | 2015–16          | 23     | 1       | 1      | 0       | 11     | 0       | —      | —       | 35      | 1       |
| ريال مدريد                | 2016–17          | 25     | 4       | 5      | 0       | 9      | 2       | 3      | 0       | 42      | 6       |
| ريال مدريد                | 2017–18          | 30     | 5       | 1      | 0       | 12     | 1       | 5      | 1       | 48      | 7       |
| ريال مدريد                | 2018–19          | 29     | 3       | 5      | 0       | 6      | 2       | 2      | 0       | 43      | 4       |
| ريال مدريد                | 2019–20          | 35     | 4       | 1      | 0       | 7      | 1       | 2      | 0       | 45      | 5       |
| ريال مدريد                | المجموع مع مدريد | 155    | 17      | 20     | 0       | 51     | 5       | 13     | 1       | 239     | 23      |
| الإجمالي                  | الإجمالي         | 259    | 27      | 35     | 2       | 66     | 6       | 46     | 4       | 406     | 39      |

1. ↑  تشمل بطولة باوليستا وكأس السوبر الإسباني وكأس السوبر الأوروبي وكأس العالم للأندية

### المنتخب

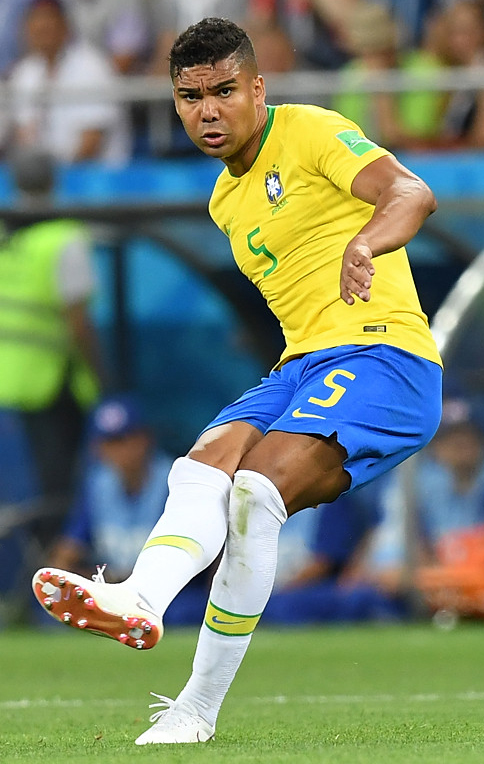
كاسيميرو مع البرازيل في كاس العالم 2018

آخر تحديث 15 نوفمبر 2019.
| البرازيل | البرازيل | البرازيل |
| العام    | الظهور   | الأهداف  |
| -------- | -------- | -------- |
| 2011     | 1        | 0        |
| 2012     | 4        | 0        |
| 2013     | 0        | 0        |
| 2014     | 2        | 0        |
| 2015     | 2        | 0        |
| 2016     | 4        | 0        |
| 2017     | 7        | 0        |
| 2018     | 12       | 0        |
| 2019     | 14       | 3        |
| المجموع  | 46       | 3        |

### الأهداف الدولية
قائمة الأهداف والنتائج مع منتخب البرازيل الأول.
| #  | التاريخ        | المكان                                        | الخصم    | الهدف | النتيجة | المسابقة         |
| -- | -------------- | --------------------------------------------- | -------- | ----- | ------- | ---------------- |
| 1. | 22 يونيو 2019  | أرينا كورينثيانز، ساو باولو، البرازيل         | بيرو     | 1–0   | 5–0     | كوبا أمريكا 2019 |
| 2. | 6 سبتمبر 2019  | ملعب هارد روك، ميامي غاردنز، الولايات المتحدة | كولومبيا | 1–0   | 2–2     | ودية             |
| 3. | 13 أكتوبر 2019 | الملعب الوطني، كالانغ، سنغافورة               | نيجيريا  | 1–1   | 1–1     | ودية             |

## الإنجازات

### النادي
ساو باولو
- كوبا سود أمريكانا: 2012

 ريال مدريد
- الدوري الإسباني: 2016–17،[49] 2019–20[32]، 2021–22[50]
- كأس ملك إسبانيا: 2013–14[51]
- كأس السوبر الإسباني: 2017،[52] 2020[53]، 2022[54]
- دوري أبطال أوروبا: 2013–14،[55] 2015–16،[56] 2016–17،[57] 2017–18[58]، 2021–22[59]
- كأس السوبر الأوروبي: 2016،[60] 2017[61]، 2022
- كأس العالم للأندية: 2016،[62] 2017،[63] 2018[64]

 مانشستر يونايتد
- كأس الاتحاد الإنجليزي: 2023–24
- كأس رابطة الأندية الإنجليزية المحترفة: 2022–23

### المنتخب
البرازيل تحت 20 سنة
- كوبا أمريكا تحت 20 سنة (1): 2011
- كأس العالم تحت 20 سنة (1): 2011

 البرازيل
- كوبا أمريكا: 2019[43][44]

### الفردية
دوري أبطال أوروبا فريق الموسم: 2016–17، 2017–18
فيفبرو: التشكيلة الثالثة 2017؛ التشكيلة الرابعة 2018؛ مرشح 2019 (الوسط رقم 13)

## وصلات خارجية
- كاسيميرو على موقع الاتحاد الدولي (مؤرشف)  (الإنجليزية)
- كاسيميرو على موقع الاتحاد الأوربي (الإنجليزية)
- كاسيميرو على موقع إي إس بي إن إف سي (الإنجليزية)
- كاسيميرو على موقع قاعدة بيانات كرة القدم.إي يو (الإنجليزية)
- كاسيميرو على موقع ليكيب (الفرنسية)
- كاسيميرو على موقع ناشيونال فوتبول تيمز (الإنجليزية)
- كاسيميرو على موقع Soccerbase.com (لاعب) (الإنجليزية)
- كاسيميرو على موقع Soccerway.com (الإنجليزية)
- كاسيميرو على موقع عالم كرة القدم.نت (الإنجليزية)
- كاسيميرو على موقع كووورة